# الجرنية (الباب)
الجرنية  قرية سوريّة تتبع إداريّاً لمحافظة حلب منطقة الباب ناحية عريمة، بلغ تعداد سكانها 829 نسمة حسب التعداد السكاني لعام 2004.